# Голубев, Валентин Павлович
Валенти́н Па́влович Го́лубев (25 ноября 1948, пос. Сосновая Поляна Ленинградской области — 28 июля 2024) — советский поэт, переводчик. С 1990 года — член Союза писателей СССР (с 1992 года — член Союза писателей России). Является автором многих поэтических сборников и лауреатом литературных премий, среди которых всероссийская премия «Ладога» им. Александра Прокофьева (первая премия, 2001) и всероссийская православная премия им. Святого и Благоверного кн. Александра Невского (первая премия, 2004).

## Биография и характеристика творчества
Родился в семье плотника; родители — выходцы из крестьян Костромской губернии. «Неизгладимые впечатления на всю жизнь оставило детство: материнские песни и сказки, сельские праздники, здоровый уклад жизни», — вспоминает Голубев. Стихи начал писать в школьные годы, первая публикация — в 1964 в газете «Ленинские искры». После окончания школы учился в техникуме и в Ленинградском университете (ЛГУ).
В середине 1960-х Голубев знакомится с поэтом Игорем Григорьевым и входит в круг его общения (А. Прокофьев, И. Глазунов, Ф. Абрамов, А. Горелов), где формируются эстетические и художественные взгляды поэта.
В начале 1970-х Голубев — член литературной мастерской Союза писателей при журнале «Аврора», руководил которой А. Шевелев. Голубев публикует стихи в периодике Ленинграда и Москвы («Аврора», «Молодая гвардия», «Студенческий меридиан», альманах «Истоки», «Молодой Ленинград», «День поэзии»). Участник VI Всесоюзного совещания молодых литераторов в Москве (1975).
В 1976 году выходит первая книга стихов «Праздник». Голубев совмещает литературный труд с работой на производстве, пройдя путь от слесаря до начальника крупного заводского цеха.
В 1980-е Голубев близко сходится с Николаем Тряпкиным, с которым познакомился ещё в середине семидесятых. Публикуется в периодике Ленинграда и Москвы. Поэт В. Боков и фольклорист А. Горелов дают рекомендации для приёма в Союз писателей. Принят в 1990 году Создаёт и возглавляет поэтическую мастерскую «Содружество».
Уже в первой книге «Праздник» (1976) заметны стремление Голубева к философскому осмыслению действительности и цельность поэтического характера. «Прошлое Родины для Голубева — нерушимая основа, живительный источник творчества. Его стихи уходят корнями в русскую былину, сказку, песню», — писал в предисловии к сборнику А. Шевелев. Критика отмечала, что «поэт декларирует великую, дерзновенную веру несгибаемых, сильных духом людей… при этом добивается сплава интимного, личного начала с пафосом подлинной гражданственности» (Ростовцев Ю. Так начинают жить стихом // Молодой Л-д. Л., 1976). Лирический герой ощущает кровное родство с павшими на войне: «Мне выпал жребий, жизни дар: / Когда для гроз настанут сроки, / Чтоб на себя принять удар, / Быть самым деревом высоким!». Зарисовки деревенского быта и пейзажи Г. отличает живописная пестрота, «размашистость, цветистость образа, любование сказочными персонажами» (Сотников Н.). Некоторые образы весьма трогательны: «На привязи дороги, как телёнок, / Посёлок посреди полей пасётся». Голубев насыщает язык разговорными интонациями и словами, заимствованными из живой народной речи, его стихи лежат в русле песенно-фольклорной традиции, идущей в русской поэзии от А. Кольцова.
Сборник «От весны до весны» (1985) и «На чёрный день» (1990) — о сложности и богатстве человеческой души, о стремлении к счастью, о роли автора в толпе. Творческой манере автора свойственны экспрессия, высокий накал чувств. В этих книгах Голубев выступает как зрелый поэт, тонко чувствующий красоту и разносторонность слова, вдумчиво работающий над ним. Выверенность строк, самоограничение и строгий отбор выразительных средств — принцип поэзии Голубева, исповедуемый им в признании: «Написать стихотворение — / Это поставить рядом хотя бы два слова / Так, / Как стоят под венцом жених и невеста, / Так, / Как стоят рядом отец и сын / На краю вырытой ими ямы / Перед расстрелом» («На чёрный день»). «Основные поэтические открытия Г. <…> находятся в области выявления в простых бытовых деталях глубокого, не очевидного смысла» (А. Ахматов). Традиции русской поэзии (прежде всего образы и мотивы С. Есенина и Н. Клюева), русской жизни, опыт собственной души — сплавлены в его стихах, которым присущи современная техника стихосложения, свободная строфика, ритмическое разнообразие.
В книгах «Русская рулетка» (1998) и «Жизнь коротка» (2002) Голубев предстаёт как поэт глубоко драматический, его поэзия насыщена напряженным лирико-философским размышлением. В зрелом творчестве Голубева открываются абсолютные ценности, приходят размышления о Промысле («Все, что окажется миру ненужным / Бог приберет») и о стойкости человека: «Только бы в этой земной круговерти / Душу спасти» («Жизнь коротка»). Входят религиозные мотивы — греха и покаяния, прощания с жизнью и неизбежного предстояния перед Богом («Ода палачеству», «В церквушке на Охтинском кладбище…»). При этом в стихах Голубева нет следов «декоративного православия», христианство предстает как внутренне принятая вера. Говоря о неизбежности земного конца, поэт исполнен надежды на встречу с близкими: «Здравствуй, последний мой милый приют, / Путник веселый к вам в двери стучится. / Здесь меня любят и здесь меня ждут…» («Жизнь коротка»).
Сборник «Жизнь коротка» завершает стихотворение «Русская душа». Поэт размышляет о месте России в мире и своеобразном её характере: «Немец капнет, где русский плеснет, / Чтобы душу живьем вынимало. / Здесь на праздник Чернобыль рванет, / Так, что всем не покажется мало». Таинственная судьба России — «жутко-прекрасная», с крайностями гордыни и нищеты, крови и смирения, её «нельзя объяснить», остаётся лишь признать, что она «Богом дана».
Религиозно-поэтическая тема Голубева — мученичество родины и мученичество Сына Божия в России (тютчевский мотив страдающего и благословляющего Царя Небесного, исходившего Русь). От стихотворения к стихотворению она звучит все горше («На досках русский Бог распят…», «Нас, как распяли, облукавили…», «Благодать»). Стихи книги «Русская рулетка» — о лихом и страшном времени 1990-х. Автор ищет своё место в горькой исторической перспективе «Мы как в „яблочко“ попали / В век, где бед, как звёзд и чисел, / Самый светлый здесь в опале, / Самый честный — беззащитен» («Рождество»). Финал книги — три плача по митрополиту С.-Петербургскому Иоанну, объединённые в цикл «Тризна», где поэт выражает самосознание воина, готового к жертвенному подвигу: «Мы стоим последнею заставой / Смертные, готовые на смерть». За книгу «Русская Рулетка» Валентину Голубеву присуждена Всероссийская литературная премия «Ладога» им. Александра Прокофьева.
В книгу избранной лирики Голубева «Памятка» (2004) вошла одноимённая поэма, посвящённая протоиерею Николаю Гурьянову, в которой светлый образ праведного старца побуждает поэта к новым раздумьям о судьбах родины. За эту книгу Голубев удостоен литературной премии св. Александра Невского (2004). В «Памятке» поэтический язык Голубева, сочетатающий синтез фольклорного истока и современного звучания, основывается «на корневой основе родной речи, будь то оригинальные звуковые ряды с переливчатыми аллитерациями или такие авторские неологизмы, как „залихватчик“, „отмета“, „сова-усыпиха“, „времячко-гулёно“. В русло русской речи естественно вливаются и принимаемые от Голубевым свежие словосочетания: „вертухай виртуального мира“, „даже в безвыходстве выход есть“» (Белов А.). За книгу «Памятка» Валентину Голубеву присуждена Всероссийская православная премия им Святого и Благоверного кн. Александра Невского.
После «Памятки» ― своеобразного предела в творчестве Голубева ― поэт ищет новые пути: «Двигаться по инерции нельзя. Мир меняется не только вокруг нас, но в первую очередь в нас самих. Меня всё больше привлекает поэтика русских обрядовых песнопений, старинных сказаний… На мой взгляд, „возвращение домой“ — это единственно верный путь» (ЛГ. 2005. № 26). В поэме «Возвращение домой: Лирический дневник» (2008) появляются новые строфика и ритм, неожиданный синтаксис. Обновляется образная система: «Заряжаю от молний мобильник», «Утрачен / Код небесного главного доступа». Голубев по-прежнему пытается философски осмыслить мир, но стройная система христианских представлений его уже не удовлетворяет: «Стёрлась на моём колечке надпись: / „Господи, спаси и сохрани“». Вторгается языческая стихия, православные категории смешиваются с языческими верованиями; к поэту являются и ведут беседу Мара и Морок, духи темного мира у древних славян. Сквозные образы поэмы олицетворяют различные начала: светлая девочка, кошка, птицы, волки.
В стихах Голубева рубежа 2010-х ― размышления о прошедшей жизни («Свет просеян сквозь стекла цветные / Вечереющей жизни…»), мотивы одиночества («Ближе к небу — острей одиночество…»), образы своих душевных состояний («Душа совсем от рук отбилась / Крылышками, / улетев в скворечник»).
В 2013 году вышел новый сборник поэта «Возвращение домой». Это книга — своеобразное подведение жизненных итогов, когда возникает потребность «возвращения домой», к своим корням, к памяти предков. «Старость показывается как состояние предельной близости с землей, с которой человек за годы полностью сроднился; мудрость прожившего долгую жизнь человека определяет его готовность к смерти как к возвращению домой: Стою у ограды. / Правлю косу, косовищем упертую оземь. / Гулко, и звук разлетается, слышно и в Иерихоне. / Выскочил следом козленок, калитка прикрытая, вроде. / Между мирами сквозит… Последняя из приведенных строк, на мой взгляд, одна из лучших в книге — простая и ясная, предельно емкая поэтическая формула, раскрывающая мистическое мировидение через тонкое, неочевидное ощущение.» (Круглов Р.). За эту книгу В. Голубеву присуждена премия им. А. К. Толстого (2013)[2].
В 2018 году вышла книга «Сильных не жалко. Избранные стихи», в которую вошли стихотворения из новых тетрадей, а также из предыдущих книг. «Разнообразные сюжеты стихотворений В. Голубева имеют общий стержень. О чём бы ни заговорил поэт, в итоге говорит он о необходимости выявления общего взгляда на мир, об исследовании его начал. Понять сущность бытия ему помогает родная речь, „глагол-родитель“ во всевозможных ипостасях. Но даже не в этом суть поэзии В. Голубева, не в его чутье к фонетическим возможностям слова как такового, не в редком даре музыкального слуха, а в понимании и чувстве новизны и правды, в том, что поэзия — это простые слова в непростом сочетании. Когда, безыскусные, они, встретив друг друга, творят искусство.» (Медведев А.)
Умер 28 июля 2024 года от болезни в возрасте 75 лет.

## Основные публикации и книги
Журналы:
Аврора (Ленинград. СПб.) — (№ 5 1974; № 8 1975; № 3 1976; № 6 2015;)
Студенческий меридиан (Москва) — (№ 2 1978; № 9 1989);
Наш Современник (Москва) — (№ 7 2001; № 7 2003; № 7 2008; № 11 2018;)
Всерусский Собор (СПб) — (№ 1 2001; № 2 2005; № 4 2008);
Родная Ладога (СПб) — (№ 1 2009; № 2 2015; № 4 2018;)
Невский альманах (СПб) — (№ 3 2003; № 6 2008; № 2 2010; № 6 2013);
Нева (СПб) — (№ 3 2003);
Немига литературная (Минск) — (№ 1 2005);
Северная Аврора (СПб) — (№ 7 2008);
Петербургские строфы (СПб)(все номера 2008—2015);
Москва (Москва) — (№ 9 2010);
Окно(СПб) (№ 5 2010; № 14 2015);
Литературная газета № 11 (12−03-1975); № 30 (6518) (22-07-2015)
Русское Эхо(Самара) -(№ 1 2014);
Русское Слово(СПб) — (№ 11 2015);
Север (Петрозаводск) -(№ 1—2 2019); и другие, а также многочисленные альманахи и кол. сборники.
Антологии:
Антология петербургской поэзии начала XXI века (СПб) — 2005;
Точка отсчёта. Антология петербургской поэзии. (СПб) — 2010;
Русская поэзия XXI век. Антология. (Москва) — 2010;
Десятая часть века. Антология русской поэзии 2001—2010. (СПб) −2012; и другие.
Книги:
Праздник: Стихотворения. — Л., 1976;
Истоки. (Книга в альманахе) — М., 1983;
От весны до весны: Стихотворения. — Л., 1985;
На чёрный день: Стихотворения. — Л., 1990;
Русская рулетка: Стихотворения. — СПб, 1998;
Жизнь коротка: Стихотворения. — СПб, 2002;
Памятка: Избранное. — СПб, 2004;
По ту сторону фьорда. (Переводы с норвежского). — СПб, 2005;
Избранная лирика: Антология лауреатов премии «Ладога» им. А. А. Прокофьева «Россию сердцем обнимая…». — СПб, 2004 и 2008;
Возвращение домой: Стихотворения — СПб,2013;
Сильных не жалко. Избранные стихи — СПб, 2018: и др.

## Премии и награды
- Всероссийская премия «Ладога» им. Александра Прокофьева(первая премия). 2001;
- Всероссийская православная премия им. Святого и Благоверного кн. Александра Невского (первая премия). 2004;
- Серебряная медаль князя Александра Невского (2005);
- Серебряная медаль «За заслуги перед отечественной культурой» (2013);
- Премия им. Алексея Толстого (2013)

## Рецензии (Критика)
Сотников Н. Пять поэтич. премьер // Молодой Л-д. Л., 1978;
Пикач А. Открой поэта... // Молодые о молодых. М., 1979;
Рыбакова В., Романов А. Шаги над пропастью. Челябинск, 1999; Курбатов В. Если не будите как дети...//Роман-газета XXI век. № 7 1999. М.:
Ахматов А. Чёрный хлеб поэзии Валентина Голубева: О книге «Русская рулетка» // Ахматов А. Срез. СПб., 2001;
Яркова М. О, слово русское, родное. СПб., 2002. Вып. 2;
Белов А. В русле русской речи. О кн. В. Голубева «Памятка: Избранное» // Всерусский собор. 2005. № 1;
Любомудров А. Голубев Валентин Павлович // Русская литература XX век.(справочник) М. 2005;
Рыбакова В., Романов А. На красный свет: Критика, публицистика, литературоведение. СПб., 2008;
Любомудров А. Голубев Валентин Павлович — поэт.//Литературный Санкт-Петербург XX век.(справочник) — 2011, СПб.
Бобкова З. Поэт о поэте. //Петербургские строфы. СПб, 2014;
Медведев А. «В заботах грешных…»// «Литературная газета» 6-12 августа 2014. М.;[5]
Круглов Р. Между мирами сквозит...О книге Валентина Голубева «Возвращение домой»// Молодой Санкт-Петербург. 2015. СПб4;
Меньшиков В. Жизнь наладится! // «Книжная лавка писателей» СПб, № 30, 30 ноября 2018;
Толдова И. Не надо жалеть. // Журнал поэзии «Окно» СПб, выпуск 21, 2019;
Медведев А. Легко дышать, свободно жить. // Сайт СПб Дом писателя, 11.01. 2019; и другие.